# Carla Körbes
Carla Körbes es una exbailarina de ballet brasileña.

## Inicios
Körbes nació en Porto Alegre, Brasil, y creció en São Leopoldo.
Inició sus estudios de danza la escuela de Ballet Vera Bublitz en Porto Alegre. Allí bailó la coreografía Apolo de Balachine con Peter Boal, quien la animó a entrenar en Nueva York. En 1996, a la edad de 15 años, se mudó a los Estados Unidos para ingresar a la School of American Ballet.

## Carrera
En el año 2000, Körbes se unió al New York City Ballet, como miembro del cuerpo de ballet. Fue promovida al rango de solista en 2005. Más tarde, ese mismo año, se mudó a Seattle para bailar, como solista, con el Pacific Northwest Ballet bajo la dirección de Peter Boal. Se convirtió en bailarina principal en 2006.
Körbes fue nombrada una de las "25 to Watch" por la revista Dance Magazine en 2006.  Alastair Macaulay , crítica de danza del New York Times , ha elogiado en repetidas ocasiones sus actuaciones; en 2010, durante una gira nacional de la temporada del ballet El Cascanueces, afirmó que Körbes era la mejor bailarina que había visto de la gira, y en 2012, en una revisión del Festival Internacional de Danza de Vail , declaró que Körbes "es una de las mejores bailarinas en Estados Unidos hoy en día; algunas la consideran la mejor, y el fin de semana pasado no me sentía con ánimo de contradecirlas".
Después de anunciar su retiro de PNB en septiembre de 2014, Körbes dio una actuación final el 7 de junio de 2015.
Tras su retiro, Körbes aceptó un puesto en LA Dance Project como directora artística asociada.
En 2017 se unió a la facultad de ballet de la Indiana University Jacobs School of Music.

## Vida personal
En abril de 2015 se casó con el fotógrafo Patrick Fraser y ese mismo año dio a luz a un bebé.